# Walter Klaas (Jurist)
Walter Klaas (* 25. Juli 1895 in Darmstadt; † 30. März 1978 in Karlsruhe) war ein deutscher Jurist und Richter des Bundesverfassungsgerichts. 

## Leben
Klaas war der Sohn des Geheimen Landeskulturrats Adolf Klaas. Nach dem Abitur am humanistischen Neuen Gymnasium Darmstadt im Jahre 1913 plante er, eine Offizierslaufbahn einzuschlagen. Zwar schrieb er sich zum Sommersemester 1913 in Erlangen für ein Studium der Rechts- und Staatswissenschaften ein und hörte dort Vorlesungen, wurde aber im Herbst desselben Jahres Fahnenjunker im Königlich Bayerischen 6. Chevaulegers-Regiment „Prinz Albrecht von Preußen“. Aus gesundheitlichen Gründen konnte er seinen Berufswunsch jedoch nicht weiterverfolgen und war gezwungen, sein Studium zum Wintersemester 1913/14 wiederaufzunehmen. Danach ging er für ein Semester an die Universität Freiburg. Nach Ausbruch des Ersten Weltkriegs diente er kurzzeitig als Kriegsfreiwilliger in seiner Heimatstadt und bei der Großherzoglichen Landesversicherungsanstalt Darmstadt. Im Folgenden setzte er sein Studium ein Semester lang in Heidelberg und drei Semester lang in Gießen fort, bis er im November 1916 die erste Staatsprüfung ablegte. 
Sein im selben Monat beginnender Vorbereitungsdienst wurde sogleich durch eine Berufung ans Kriegsernährungsamt in Berlin unterbrochen, wo er bis 1919 als wissenschaftlicher Hilfsarbeiter beschäftigt war. Bei August Skalweit war er mit der wissenschaftlichen bzw. geschichtlichen Bearbeitung der Kriegsernährungsfragen befasst. Dies führte 1917 zu seiner Promotion zum Doktor der Rechte an der philosophischen Fakultät der Universität Gießen über „De[n] Entwicklungsgang der staatlichen Regelung des Kriegsschweinemarktes“. Zudem war er während dieser Zeit Protokollführer des Ernährungsbeirats des Reichstags. Ab 1919 leistete er dann seinen juristischen Vorbereitungsdienst bei Gerichten in Hessen, dem Kreisamt Bensheim und einem Hamburger Anwalt. Nach dem zweiten Examen 1921 wurde er Gerichtsassessor in Hamburg, ließ sich jedoch bald wieder beurlauben, um in einer Hamburger Importfirma als Syndikus und später als Prokurist zu arbeiten. Er erhielt 1924 die Zulassung zur Rechtsanwaltschaft bei den Hamburger Gerichten und verdiente seinen Lebensunterhalt bis 1945 als Anwalt. Zunächst hatte er eine Gemeinschaftskanzlei zusammen mit den jüdischen Anwälten Ernst Kaufmann (geboren 1880 in Hamburg, gestorben 1944 in Auschwitz) und Edgar Haas (geb. 1977 in Wiesbaden, Schicksal unbekannt). Durch die Repressalien ab 1933 wurde die Zusammenarbeit mit seinen Partnern zunächst erschwert, bis Walter Klaas ab Ende 1938 die Kanzlei alleine führte.  
Walter Klaas war Teil des Kreises um den Buchhändler Felix Jud und half vom nationalsozialistischen Regime verfolgten Personen bei Angelegenheiten wie beispielsweise der  Organisation heimlicher Ausreisen aus Deutschland. Bei einem Treffen in der Bücherstube Felix Jud lernte er seine zweite Frau Ursula Engels kennen, welche er 1941 heiratete. 
Nach dem Zweiten Weltkrieg wurde er im August 1945 zum Generalstaatsanwalt beim Hanseatischen Oberlandesgericht ernannt. Zugleich wurde ihm die Leitung der Gefängnisverwaltung von Hamburg übertragen. Im Februar 1947 wurde er an das Zentraljustizamt für die britische Zone in Hamburg berufen, um Präsident der Strafrechtsabteilung zu werden. Seine Stellung in der Gefängnisverwaltung behielt er zunächst bei. Ebenfalls wurde er als stellvertretendes Mitglied in den Zonenbeirat aufgenommen. Nach Auflösung des Zentraljustizamts am 1. April 1950 wirkte er in der hamburgischen Landesverwaltung, insbesondere in der Baubehörde, deren Präsident er wurde.  
Im Jahre 1951 ernannte man ihn zum Richter des Bundesverfassungsgerichts, wo er bis zu seinem Ruhestand im Jahre 1963 dem zweiten Senat angehörte. 
82-jährig starb er 1978 in Karlsruhe. Klaas war in zweiter Ehe mit Ursula Engels verheiratet und Vater von vier Kindern.

## Ehrungen
Walter Klaas wurde mit dem Bundesverdienstkreuz ausgezeichnet (Großes Verdienstkreuz mit Stern und Schulterband).